# Kozacki Szwadron Konny Reiter-Verband Boeselager
Kozacki Szwadron Konny Reiter-Verband "Boeselager" (niem. Kosaken Schwadron Reiter-Verband "Boeselager", ros. Казачий эскадрон Конного соединения "Бозелагер") – oddział wojskowy złożony z Kozaków podczas II wojny światowej.
Oddział został sformowany pod koniec 1942 r. W styczniu/lutym 1943 r. wszedł w skład nowo utworzonego Reiter-Verband "Boeselager" płk. Georga Freiherr von Boeselagera. Składał się z ok. 300 kozackich kawalerzystów. Kozacy zwalczali partyzantkę w rejonie Smoleńska na tyłach Grupy Armii "Środek". W kwietniu oddział osiągnął wielkość dywizjonu, licząc ok. 650 ludzi, po czym został skierowany do obozu szkoleniowego w Mławie w Generalnym Gubernatorstwie, gdzie po rozwiązaniu jego żołnierze zasilili nowo formowaną 1 Kozacką Dywizję Kawalerii płk. Helmutha von Pannwitza.